# Arco trionfale (chiesa)

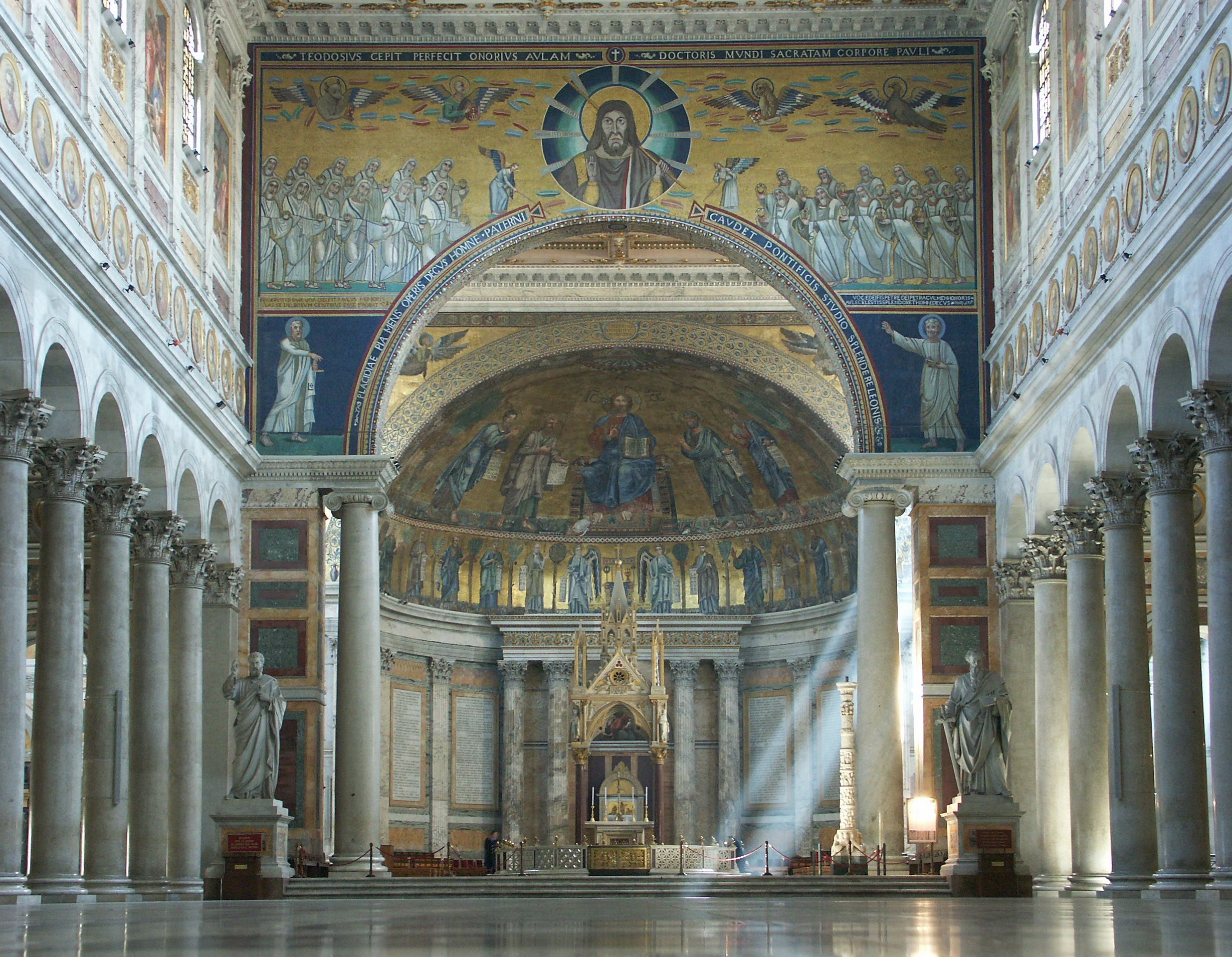
L'arco trionfale della basilica di San Paolo fuori le mura a Roma

L'arco trionfale, o arco santo, è un arco che, nelle chiese, separa l'aula dal presbiterio, dall'abside o anche dal transetto. In alcuni casi l'arco santo può anche costituire una "riduzione" del presbiterio stesso, coperto con una volta a botte.
L'arco trionfale è spesso affrescato o decorato con mosaici, e simbolicamente rappresenta l'ingresso di Gesù Cristo nel mondo e la sua vittoria sul male e sulla morte.